# Machaerirhynchus nigripectus
Bico-largo-de-peito-preto ou bico-de-punhal-de-peito-preto (Machaerirhynchus nigripectus) é uma espécie de ave da família Machaerirhynchidae.
Pode ser encontrada nos seguintes países: Indonésia e Papua-Nova Guiné.
Os seus habitats naturais são: regiões subtropicais ou tropicais húmidas de alta altitude.